# Vanessa Carreira
Vanessa Do Ceu Carreira (Boksburg, 1983) è una modella sudafricana, eletta Miss Sudafrica 2001.
Ha in seguito rappresentato il Sudafrica a Miss Universo 2002, che si è tenuto il 29 maggio 2002 a San Juan, Porto Rico. La modella si è classificata al quarto posto, ma quando la vincitrice, la russa Oxana Fedorova ha rinunciato al titolo ed il suo posto è stato preso dalla seconda classificata, Justine Pasek, la modella sudafricana è conseguentemente diventata la terza classificata del concorso.
La modella sudafricana possiede un bachelor in arte e comunicazione, conseguito presso l'università del Sudafrica. Attualmente Vanessa Carreira è comproprietaria del Taboo Night Club, un celebre locali di Johannesburg, che gestisce insieme al marito Chris Coutroulis, che ha sposato nel 2007.